# サマンサ・ベントレー
サマンサ・ベントレー（Samantha Bentley、1987年10月8日 - ）は、イングランドの元ポルノ女優、ペントハウスペット。

## 経歴
2014年には『ゲーム・オブ・スローンズ』の第4シーズンに出演、続けて第5シーズンにも登場した。